# Tomba
|  | Per a altres significats, vegeu «Tomba (desambiguació)». |

Una tomba és el lloc on es deixen les restes mortals d'una persona o animal quan mor. Sovint és destinat a fer-hi commemoració de la memòria del difunt. Solen estar en cementiris, però de vegades també es troben en llocs d'honor de les esglésies.
Hi ha diferents menes de tombes: nínxol, sepulcre, mausoleu, panteó, etcètera.

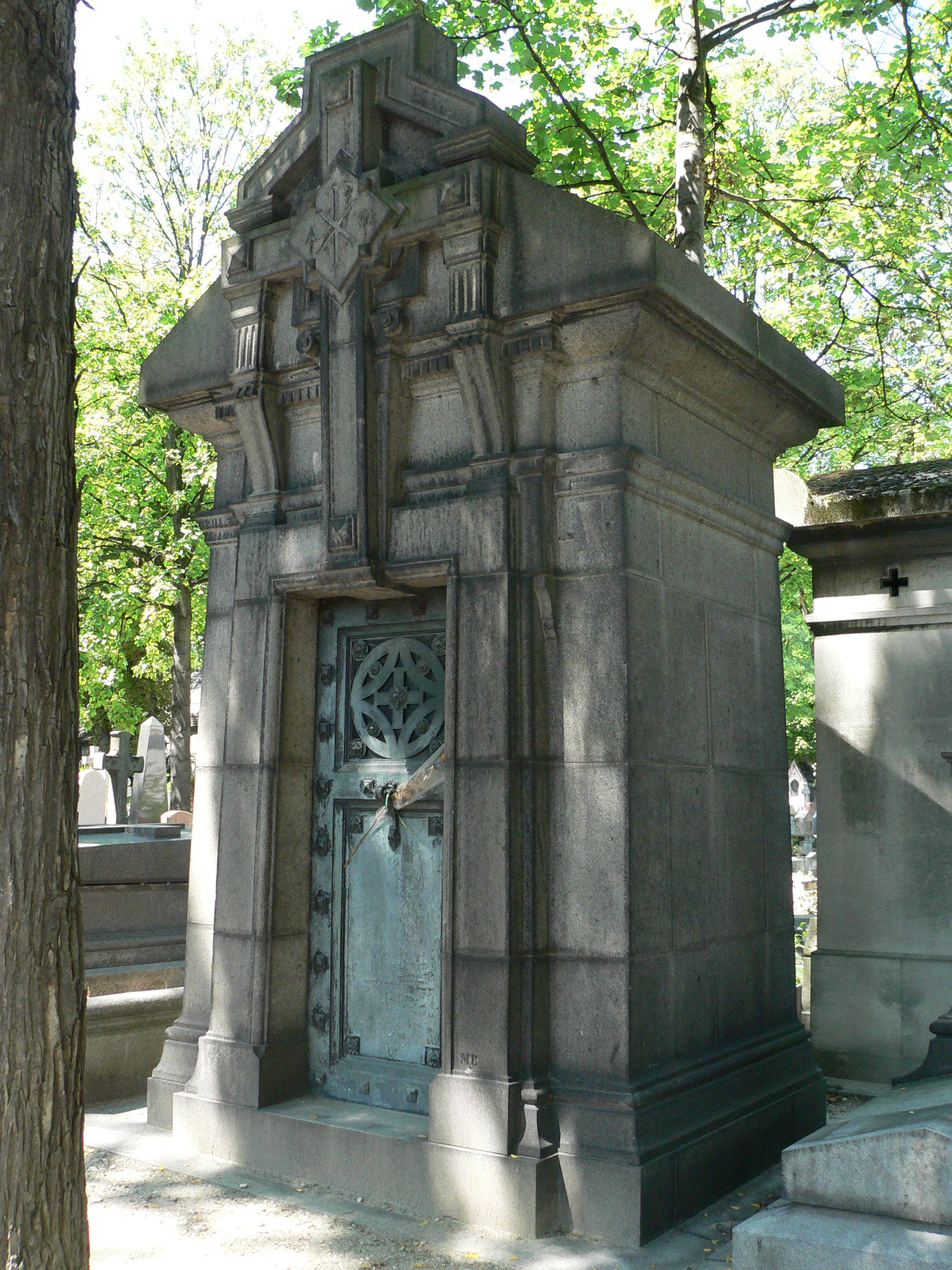
Un mausoleu al cementiri del Père-Lachaise.
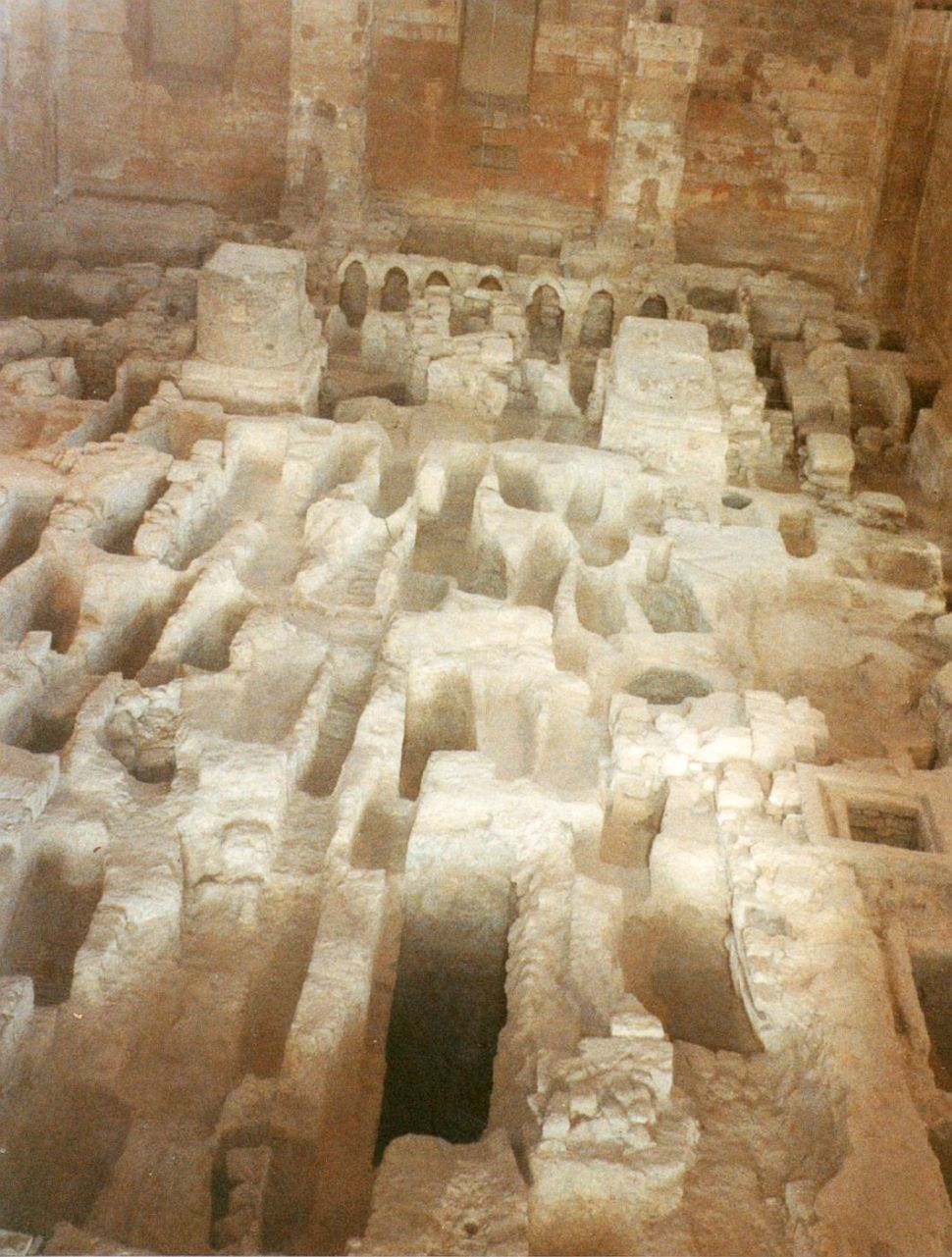
Tombes al subsòl de l'antiga Església Major Abacial, Castell d'Alcalá la Real, (Jaén).
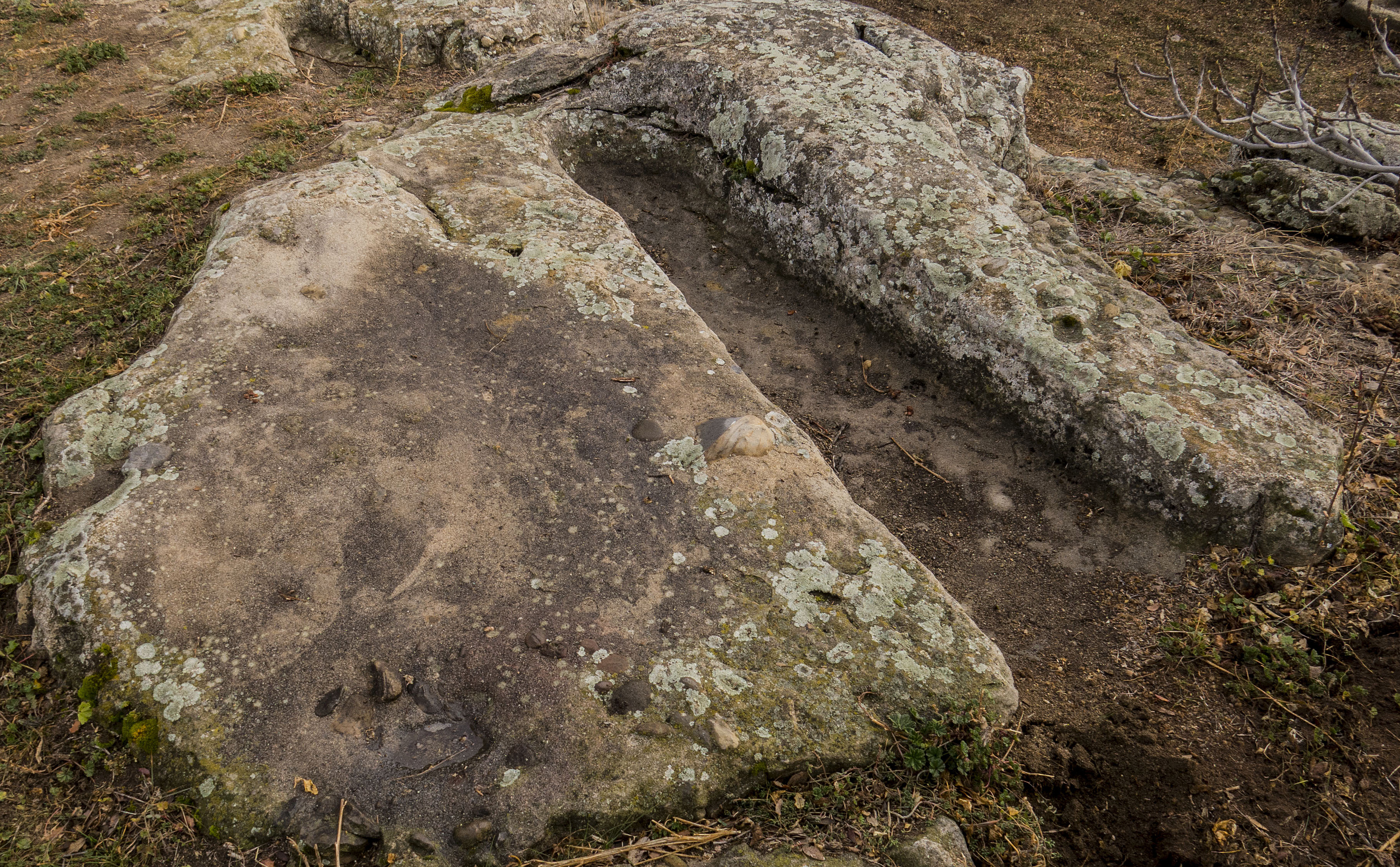
Tomba antropomorfa